# Dolichopus subpennatus
Dolichopus subpennatus är en tvåvingeart som beskrevs av Assis-fonseca 1976. Dolichopus subpennatus ingår i släktet Dolichopus och familjen styltflugor. Arten är reproducerande i Sverige. Inga underarter finns listade i Catalogue of Life.